# Čarodějka (muzikál)
Čarodějka (v anglickém originále Wicked) je muzikál, který měl premiéru na Broadwayi v divadle. Příběh je o nevyřčeném příběhu čarodějnic ze země Oz. Tento muzikál je založen na knížce Wicked: Život a doba zlé čarodějnice ze západu od spisovatele Gregory Maguira. Hudbu k muzikálu složil Stephen Schwartz a libreto napsala Winnie Holzmanová.
V původním obsazení se představily Idina Menzel (Elphaba) a Kristin Chenoweth (Glinda). Obě byly nominovány na cenu Tony - herečka v hlavní roli, ale pouze Idina Menzel ji získala. Muzikál dále získal cenu Tony za návrhy kostýmů a scény. Soundtrack k muzikálu byl v roce 2005 oceněn cenou Grammy. V roce 2013 porazil Fantoma opery, stal se totiž devátým rokem (za sebou) nejvýdělečnějším muzikálem. Fantomu opery se toto podařilo v 80. a 90. letech o rok méně a ne v řadě díky muzikálu Miss Saigon. V ČR tento muzikál připravila agentura GoJa - česká premiéra proběhla 14. září 2019 v GoJa Music Hall.

## Příběh
Příběh WICKED začíná smrtí zlé (wicked) čarodějnice ze západu - tak jako skončil příběh Čaroděj ze země Oz. 
Všichni oslavují smrt Elphaby. Když je člověk zlý, tak pro něj nikdo netruchlí, ale Glinda "hodná čarodějnice" se neraduje. Snaží se ukázat, že Elphaba není pouze zlá čarodějnice, ale měla matku i otce, jako každý jiný. Její matka měla tajemství. Když manžel odjel, navštívil ji tajemný cizinec, podal ji zelený elixír a ...narodila se Elphaba. (NO ONE MOURNS THE WICKED).
Jeden Ozián se zeptá Glindy, zda je pravda, že byla kamarádka kruté čarodějnice. Glinda přizná, že se jejich cesty zkřížily na Univerzitě Shiz, když byly obě mladé a ona si ještě říkala Galinda. (DEAR OLD SHIZ).
Elphaba přichází studovat do Shizu zejména kvůli své sestře Nessarose, která je na vozíku. Díky nedorozumění se s Galindou stanou spolubydlící. Ředitelka univerzity a profesorka magie, Madam Morrible, díky nečekané události zjistí, že Elphaba umí kouzlit a řekne jí, že bude navštěvovat její speciální hodiny a když se bude snažit, tak se může setkat s Čarodějem. Galinda je naštvaná, protože ona na hodiny Madam Morrible nemůže. Elphaba je překvapená, protože do té doby, ji nenapadlo, že by "ta věc", kterou se snažila skrývat, byla talent. (THE WIZARD AND I)
Elphaba a Galinda jsou odlišné a nesnášejí se od prvního momentu. Ostatní studenti obdivují Galindu a spolu s ní jsou proti Elphabě. (WHAT IS THIS FEELING)
Ve škole je učí kozel, Dr. Dillamond. Hodinu dějepisu Dr. Dillamond ukončí předčasně, protože objeví na tabuli nápis "Zvířata by měl člověk pouze vidět, ne slyšet". Dr. Dillamond svěří Elphabě tajemství, že zvířata ztrácejí schopnost mluvit. Někdo je chce umlčet a využívat pouze k práci. Ona to chce oznámit Čaroději, ale učitel ji to rozmluví. (SOMETHING BAD)
Na školním dvoře se srazí Elphaba s Fiyerem - princem z kraje Winkie. Tančí životem, je povrchní a  navádí své spolužáky, aby neseděli celý den v knížkách, ale užívali si života. Všichni jsou z něj nadšeni - hlavně Galinda, která se do něj na plese zamiluje. Když se všichni chystají na party v Ozdust Ballroom, zbaví se Galinda svého ctitele Boqa. Řekne mu, ať na tanec pozve Nessarose. Boq pro Galindu udělá vše na světě, proto ji pozve, ale Nessarose se do něj zamiluje. Nessarose je šťastná, že se konečně připojí k ostatním a zažije něco zábavného. Elphaba za Nessu Galindě poděkuje tím, že se za ní přimluví u Madam Morrible. 
I Elphaba dostane od Galindy dárek - ošklivý černý klobouk, který dostala od své babičky a vůbec se jí nelíbíl. Na plese se nečekaně objeví madam Morrible a dá Galindě kouzelnou hůlku. Na Elphabin nátlak přijme Galindu do hodin magie, i když je přesvědčená, že Galinda se k čarodějnictví nehodí. Elphaba si klobouk vezme a dorazí v něm na party, ale všichni se jí smějí. Vzdorovitě proto začne tančit sama a bez hudebního doprovodu. Provinilá Galinda se k ní připojí, společně začnou tančit a dvě čarodějky se tak spřátelí. (DANCING THROUGH LIFE) 
Ve svém pokoji se Elphaba svěří Galindě, že její otec ji nenávidí - viní Elphabu ze všeho - její matka musela pít nápoj z jedovaté květiny, aby se druhé dítě nenarodilo zelené, ale bohužel se Nessa narodila předčasně, neschopná chodit a matka zemřela při porodu. Galinda jí teda nabídne pomoc a naučí ji to, co umí nejlépe - být populární. Galinda se snaží "Elphie" naučit, jak chodit, jak se oblékat nebo jak "házet hlavou, aby přilákala pozornost mužů". (POPULAR)
Na další hodině se Elphaba snaží použit, co se naučila od Galindy. Všimne si toho Fiyero a řekne jí, že ona tohle nemá zapotřebí. Do třídy vtrhnou vojáci a odvedou profesora Dillamonda. Elphaba je jediná, která protestuje a když přijde nový učitel s klecí, ve které je uvězněné lvíče, použije své schopnosti a lvíče zachrání - společně s Fiyerem. Elphaba všechny očarovala, ale na Fiyera kouzlo nefungovalo a proto lvíče společně zachrání. Elphaba se do něj zamiluje, naoko se s Fiyerem pohádá, neboť ví, že není tak povrchní, jak předstírá a že je ve skutečnosti nešťastný. Fiyero protestuje, ale ke Galindě začíná něco cítit .. stejně jako Elphaba, ale ta ví, že oproti Galindě nemá šanci. ( I'M NOT THAT GIRL)
Elphaba se konečně dočká, Madam Morrible jí oznamuje, že se s ní chce Čaroděj setkat. Do Smaragdového města se vydá s Galindou, která si na počest doktora Dillamonda změní jméno - teď je z ní Glinda. (ONE SHORT DAY)
U Čaroděje je i Madam Morrible - zčerstva tisková mluvčí Čaroděje. Elphaba musí předvést svou schopnost a přečíst část textu z Grimmerie - knihy kouzel. Přičaruje opicím křídla a s překvapením zjišťuje, že je chce Čaroděj použít jako špiony. Čaroděj ve skutečnosti kouzlit neumí a proto potřebuje Elphabu, špiony a veřejného nepřítele = zvířata. Elphaba s Čarodějem odmítne spolupracovat a utíká. Glinda se snaží Elphabu přemluvit, aby se omluvila za své nevhodné chování a mohla stále být u Čaroděje. Je už ale pozdě, Elphaba chce zachránit zvířata i kdyby to znamenalo, že ztratí všechno. Prosí i Glindu, aby bojovala s ní - ale Glinda se nedokáže vzdát své popularity. Kamarádky se rozcházejí a Elphaba odlétá na západ. (DEFYING GRAVITY)
Madam Morrible rozhlásí po městě, že Elphaba je nebezpečná a zlá, přičarovala totiž opicím křídla a chce napadnout nevinné Oziány. Začínají se šířit pomluvy a výmysly o tom, jak strašná Elphaba je. Má třetí oko, svléká se z kůže jako had, Zvířata jí nosí jídlo a je tak nečistá, že z čisté vody roztaje. Glinda je oficiálně prohlášena za Glindu Hodnou. Na veřejném shromáždění se zasnoubí s Fiyerem - on o zasnoubení sice neví, ale přijímá ho, aby učinil Glindu šťastnou. A i když Glinda dosáhla, po čem toužila, není šťastná. (THANK GOODNESS).
Mezitím se Nessarose jako nástupce svého otce stala guvernérkou Munchkinlandu a vládne tvrdou rukou - zbavila obyvatele práv, jen aby u sebe udržela Boqa. Přichází Elphaba a žádá sestru o pomoc. Nessarose ji však zatrpkle obviňuje ze sobectví. Elphaba proto očaruje stříbrné střevíce, dárek od jejich otce, které změní barvu na rubínovou a umožní Nesse chodit. Místo poděkování se ale Nessarosa rozeběhne za Boqem. Boq sa raduje,  že teď už ho Nessarose nebude potřebovat a on může jít za Glindou a vyznat ji lásku. Rozzuřená Nessarose se ho pokouší začarovat, ale protože z Grimmerie neumí pořádně číst, odčaruje mu srdce. Ve snaze ho zachránit z něj Elphaba udělá Plechového muže, který srdce nepotřebuje. Nessarose pak před Boqem zamlčí svoji vinu a vše hodí na Elphabu (WICKED WITCH OF THE EAST).
Elphaba se vydá znovu za Čarodějem, vysvobodit okřídlené opice. On ji vypráví, jak se o žádnou popularitu neprosil, ale když ho začali všichni obdivovat, zalíbilo se mu to. Jeho moc je vybudovaná pouze na iluzích, ale je uznávaný vůdce. Znovu nabídne Elphabě, aby s ním zůstala a byla taky uznávaná a obdivovaná - Elphaba chce však, aby Čaroděj osvobodil létající opice. Čaroděj souhlasí a už to vypadá, že nakonec žádná válka mezi ním a Elphabou nebude. Ona ale uvidí mezi opicemi i Dr. Dillamonda - který už neumí mluvit. Elphaba se rozčílí, vezme Grimmerie a odchází. Čaroděj zavolá na Elphabu stráže - mezi nimi je i Fiyero, který Elphabu nakonec zachrání a spolu utíkají. (WONDERFUL)
Potkají Glindu, která je ráda, že Elphabu vidí, ale nechápe, co oni dva dělají spolu - vždyť Fiyero miluje ji. Ptá se jich tedy, jestli se za jejími zády scházeli a zradili ji. Elphaba to odmítá, ona přece Fiyera Glindě nepřebrala - ale Fiyero odpovídá ano - on ji miloval již od začátku. Fiyero s Elphabou odcházejí.
Madam Morrible řeší s Čarodějem, jak chytit Elphabu. Zhrzená Glinda jim poradí, aby rozšířili fámu, že je Nessarose v nebezpečí. Madam Morrible se tato myšlenka zalíbí, fáma nebude ale stačit. Jelikož ovládá počasí, vytvoří tornádo, ve kterém přiletí dům z Kansasu a přistane na Nessarose.
Elphaba s Fiyerem ví, že spolu nebudou dlouho, ale snaží se vychutnat si každou společnou chvíli. Na konci má ale Elphaba vidiny - vidí dům v oblacích a Nessu, která je v nesnázích. Elphaba nemůže nechat svou sestru v nebezpečí, opouští Fiyera a běží za Nessarose. (AS LONG AS YOU'RE MINE) 
Bohužel dorazí pozdě, Nessarose je mrtvá a Glinda zrovna mává Dorotce, které dala i stříbrné/rubínové střevíčky. Elphaba zuří, chtěla něco po své mrtvé sestře na památku, ale Glinda dala její boty nějaké holce. Hádají se, fackují se a bojují. Dorazí stráž, Elphabu zatýkají, ale objeví se Fiyero. Zachrání Elphabu a vezme Glindu jako rukojmí. Elphaba utíká, ale Fiyero zůstává. Stráže ho odvádějí na mučení, aby jim pověděl, kam Elphaba utekla.
Elphaba je už na zámku a zkouší kouzlit, aby zachránila Fiyera - uvědomuje si, že dobré skutky ji zatím vůbec nepomohly, jen vše zhoršily a tak Elphaba akceptuje svojí novou reputaci - když si všichni myslí, že je zlá, tak teda zlá bude. (NO GOOD DEED)
Boq a Zbabělý lev - lvíče, které kdysi Elphaba zachránila - se připravují na zabití Elphaby. Glinda pochopí, že za vším jsou Čaroděj a Madam Morrible. Uvědomí si, že tornádo a smrt Nessy vyvolala právě Madam Morrible, ale ta jí připomene její podíl na zabití. Vybrala si tuto cestu, chtěla být populární a proto teď musí být na "straně dobra".(MARCH OF THE WITCH HUNTERS)
Elphaba zajala Dorotku a nepustí ji dříve než vrátí střevíčky - jedinou věc, která ji zbyla po Nessarose. Elphabu přichází varovat Glinda. Opičák Chistery dorazí se zprávou o Fiyerovi - Elphaba řekne Glindě, že jeho tvář viděli naposledy. Elphaba předává knihu kouzel Grimmerie Glindě a zapřisáhne ji, aby nikdy neřekla pravdu, nýbrž využila Grimmerie a pomocí kouzel vládla Ozu jako Glinda Hodná. Kamarádky se loučí, omlouvají se za chyby a přiznávají, že každá tu druhou změnila - k lepšímu a na dobro (FOR GOOD).
Hned poté bere Dorotka kbelík s vodou, Elphaba namočená se rozpouští, až zůstane na podlaze jen její klobouk a flaštička se zeleným elixírem (který má ještě po své matce).
Glinda se vypraví do Smaragdového města a ukáže flaštičku Čaroději. Glinda viděla identickou flaštičku i u něj a vychází najevo, že ten tajemný milenec Elphabiny matky byl Čaroděj - proto měla takovou moc - byla "z obou světů". Glinda nařizuje Čaroději, aby okamžitě opustil zemi Oz, přivolá stráže a posílá Madam Morrible do vězení.
Mezitím se Fiyero vrací na místo, kde se Elphaba "rozpustila". Fiyero žije - ale již ne jako člověk, ale jako slaměný strašák. Otvírá dvířka v podlaze, odkud vychází Elphaba. Byly to jen fámy, že voda Elphabu rozpustí, oni jich využili a smrt pouze předstírali. Mohou se teď v bezpečí vrátit na svůj zámek a začít žít nový život. Elphaba by se ráda rozloučila s Glindou, ta nesmí ale o ničem vědět.  (FINALE)

## Písně
| 1. Dějství - "No One Mourns the Wicked" – Glinda a obyvatelé země Oz - "Dear Old Shiz" – Studenti - "The Wizard and I" – Elphaba - "What is this Feeling?" – Galinda, Elphaba a Studenti - "Something Bad" – Doctor Dillamond a Elphaba - "Dancing Through Life" – Fiyero, Galinda, Boq, Nessarose, Elphaba a Studenti - "Popular" – Galinda - "I'm Not That Girl" – Elphaba - "One Short Day" – Elphaba, Glinda and Obyvatelé Smaragdového města - "A Sentimental Man" – Čaroděj - "Defying Gravity" – Elphaba, Glinda, Stráže a Obyvatelé země Oz | 2. Dějství - "No One Mourns the Wicked (Reprise)" - Obyvatelé země Oz - "Thank Goodness" – Glinda, Fiyero, Madame Morrible a Obyvatelé země Oz - "The Wicked Witch of the East" – Elphaba, Nessarose a Boq ≠ - "Wonderful" – Elphaba a Čaroděj - "I'm Not That Girl (Reprise)" – Glinda - "As Long as You're Mine" – Elphaba aFiyero - "No Good Deed" – Elphaba - "March of the Witch Hunters" – Boq a Obyvatelé země Oz - "For Good" – Glinda a Elphaba - "Finale: For Good (Reprise)" – všichni |